# Amytornis striatus
El maluro estriado (Amytornis striatus) es una especie de ave paseriforme de la familia Maluridae endémica de Australia.

## Subespecies
- Amytornis striatus rowleyi (Schodde & Mason, 1999)
- Amytornis striatus striatus (Gould, 1840)
- Amytornis striatus whitei (Mathews, 1910)[4]